# Замок Івамура
Замок Івамура (яп. 岩村城, івамура-дзьо:) — замок, розташований в провінції Міно, в місті Івамура, округ Ена, префектура Гіфу. Заснований у 1185 році. Зруйнований у 1871 році.

## Історія
У період з XII по XVI століття — феодальне володіння клану Тояма. У 1572 році, після облоги Івамури, Такеда Шінґен завоював замок і передав його Акаяма Нобутомо.
У 1575 році Ода Нобунаґа напав на замок і захопив його, віддавши його в розпорядження Тойотомі Хідейосі. Хідейосі в свою чергу передав замок у володіння Тамару Томодата.
Після битві при Секіґахарі замок перестав бути володінням князя Токугава, і з 1601 року по 1638 рік належав Огую Даймьо, з 1638 року до 1702 року — клану Ніва, а з 1702 року до кінця періоду Токугава в 1868 році замком володів клан Ісікава.
Зруйнований у 1871 році, залишилися тільки стіни та башта. В даний час на місці замку розташований парк.

## Галерея

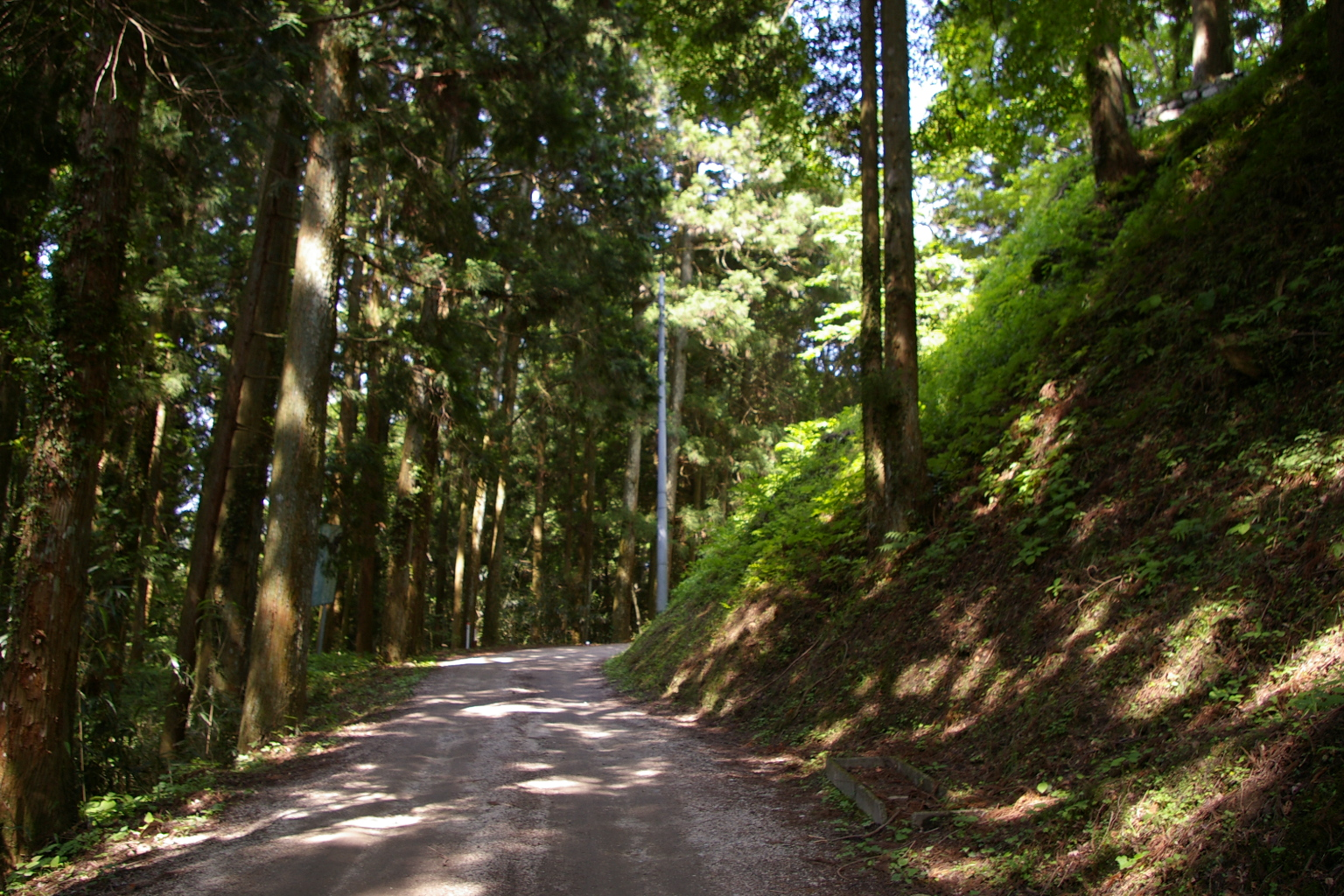
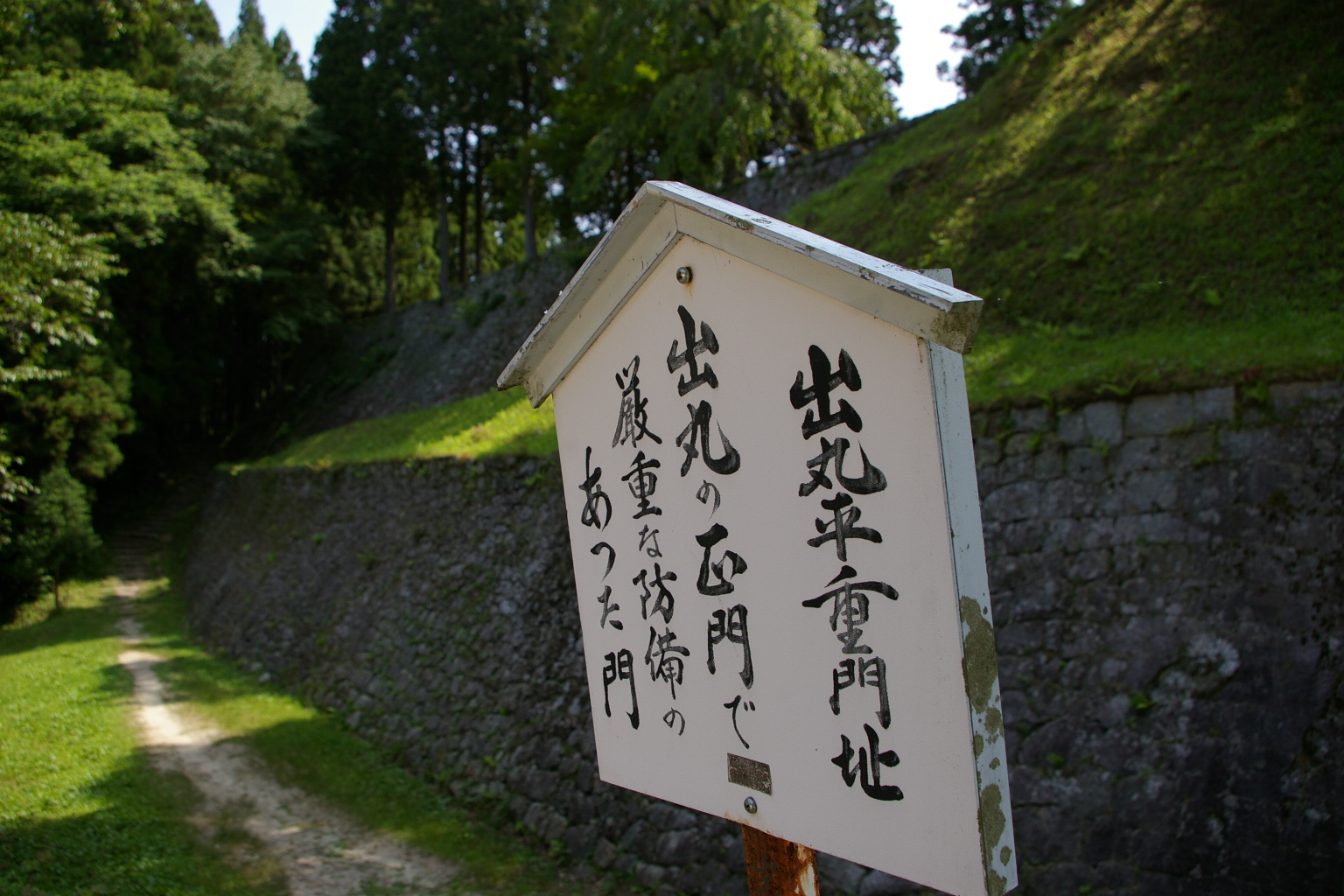
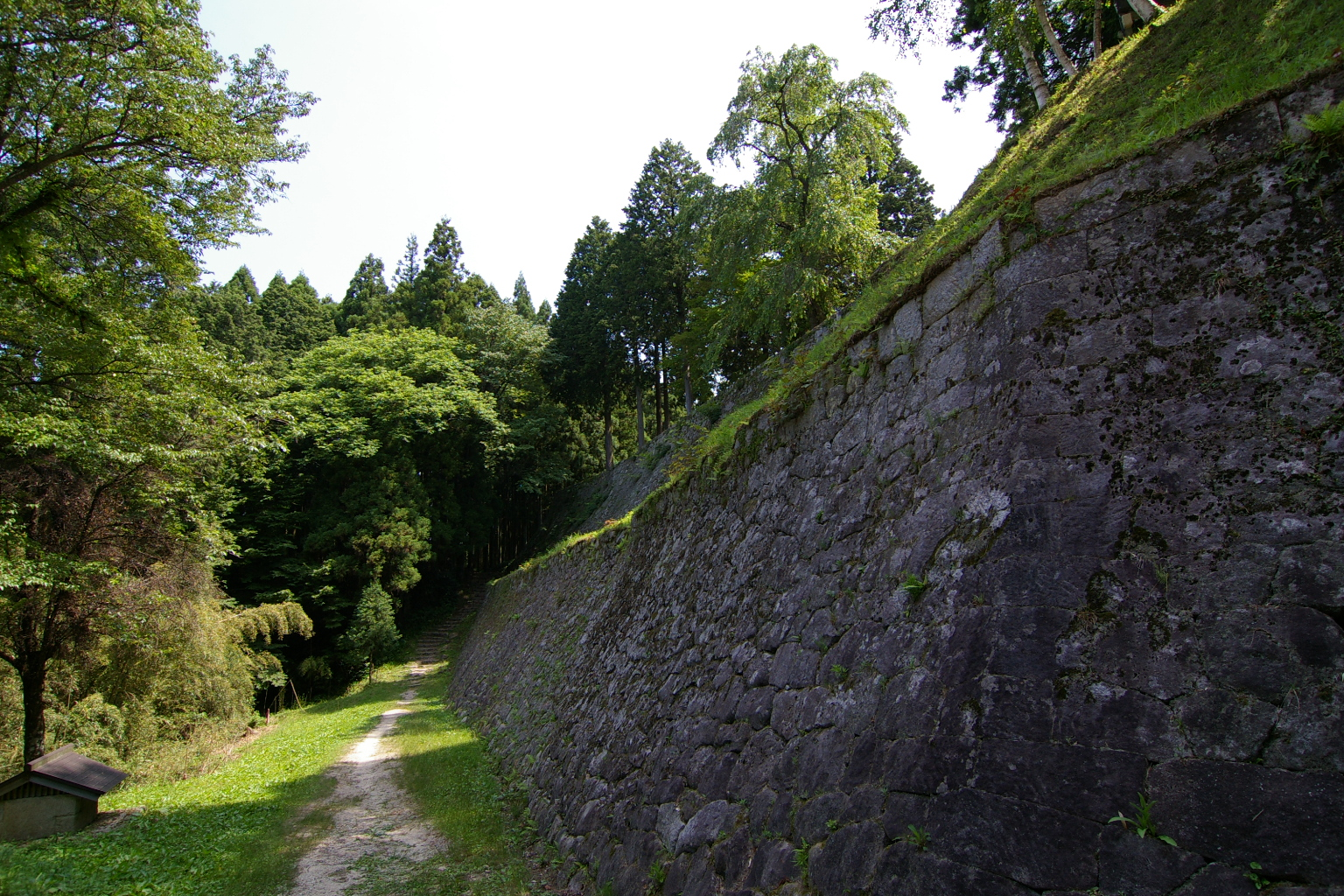
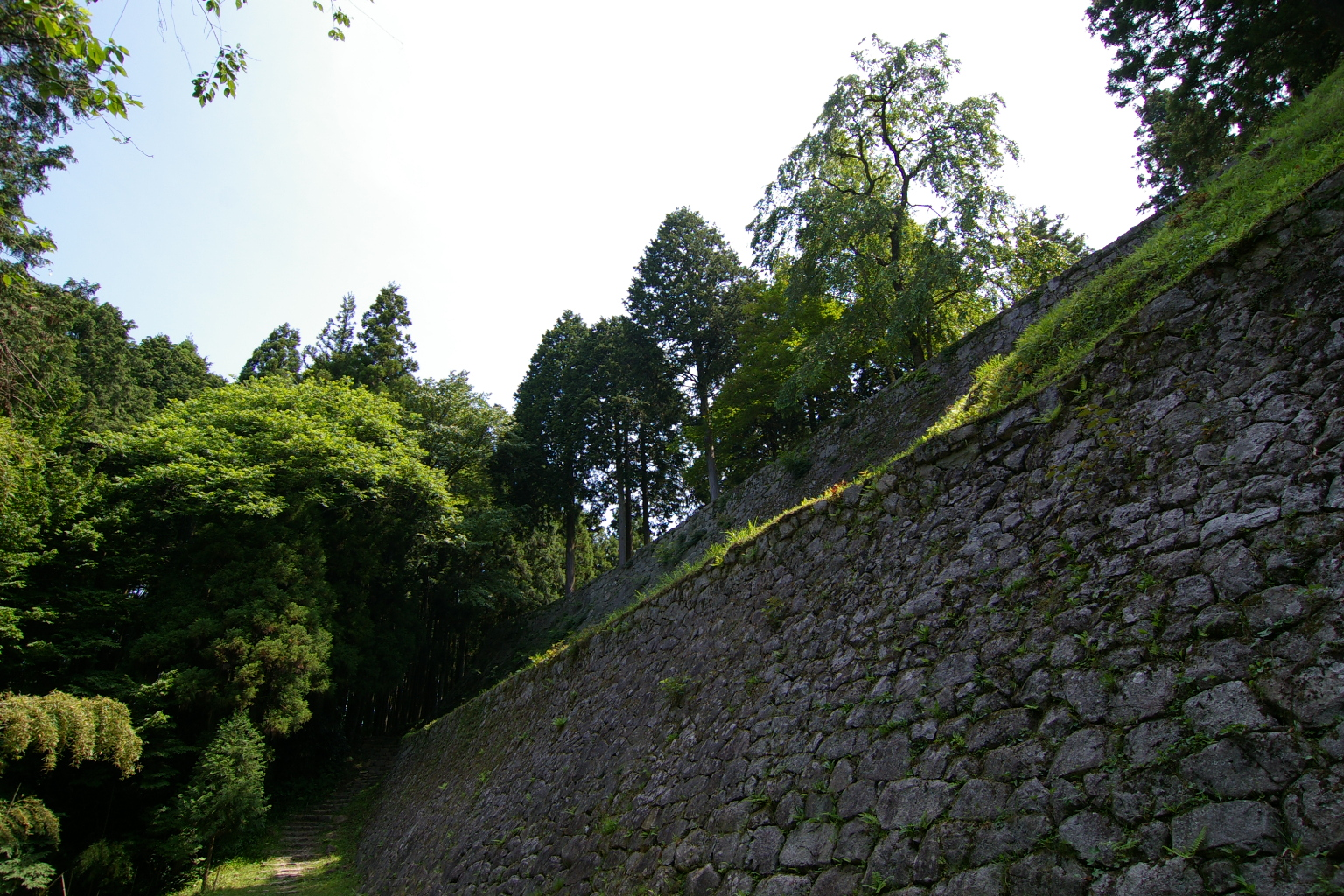
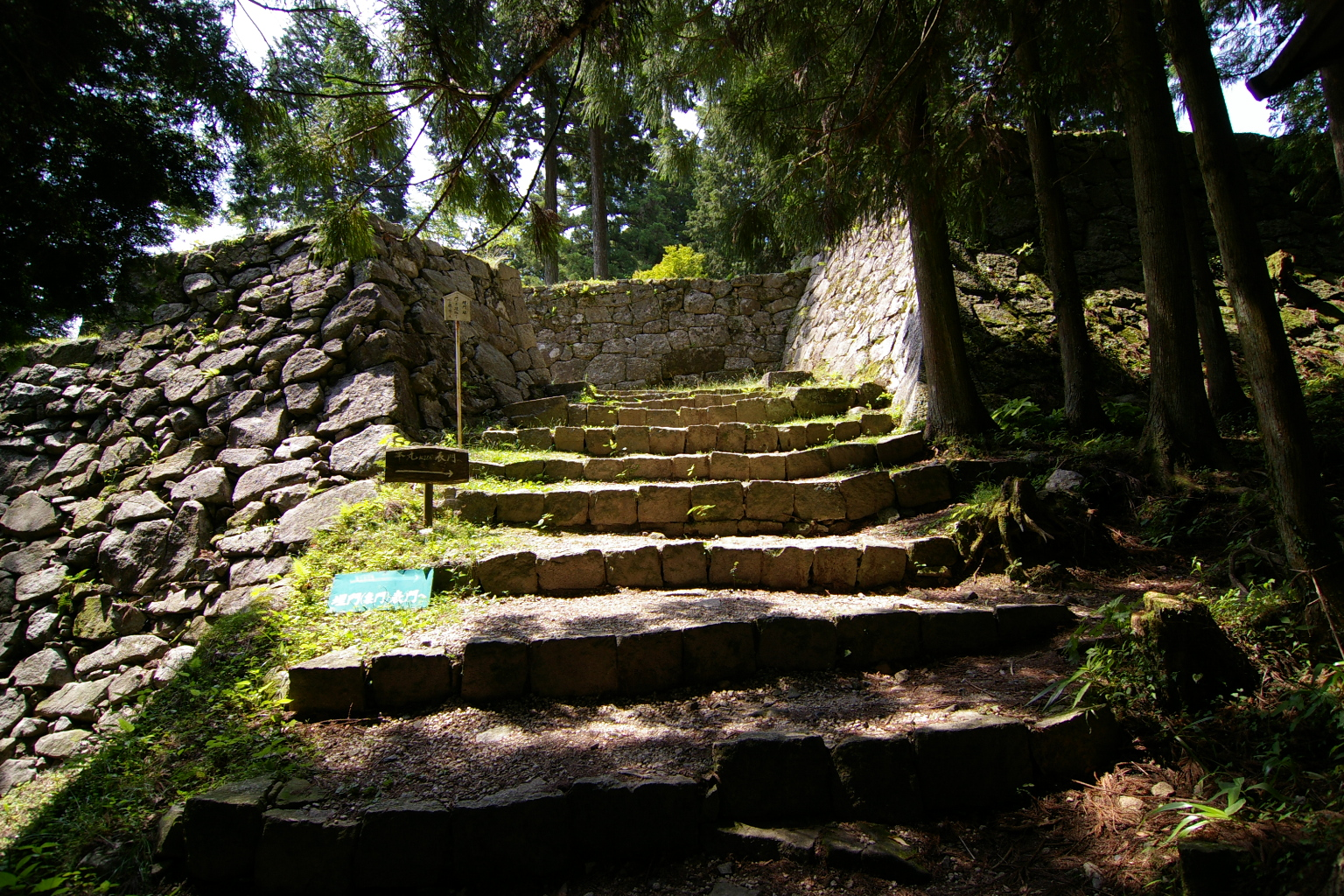
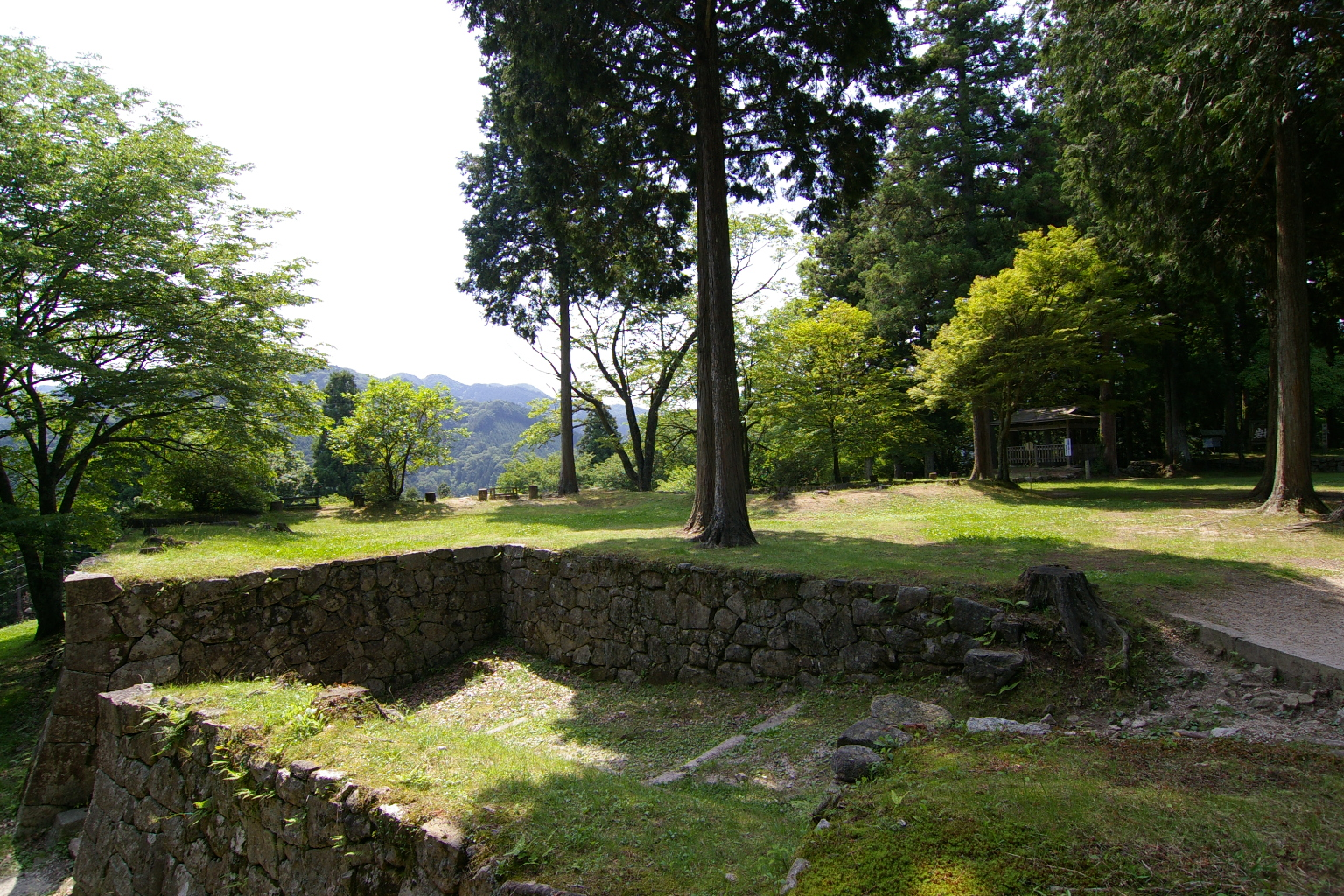
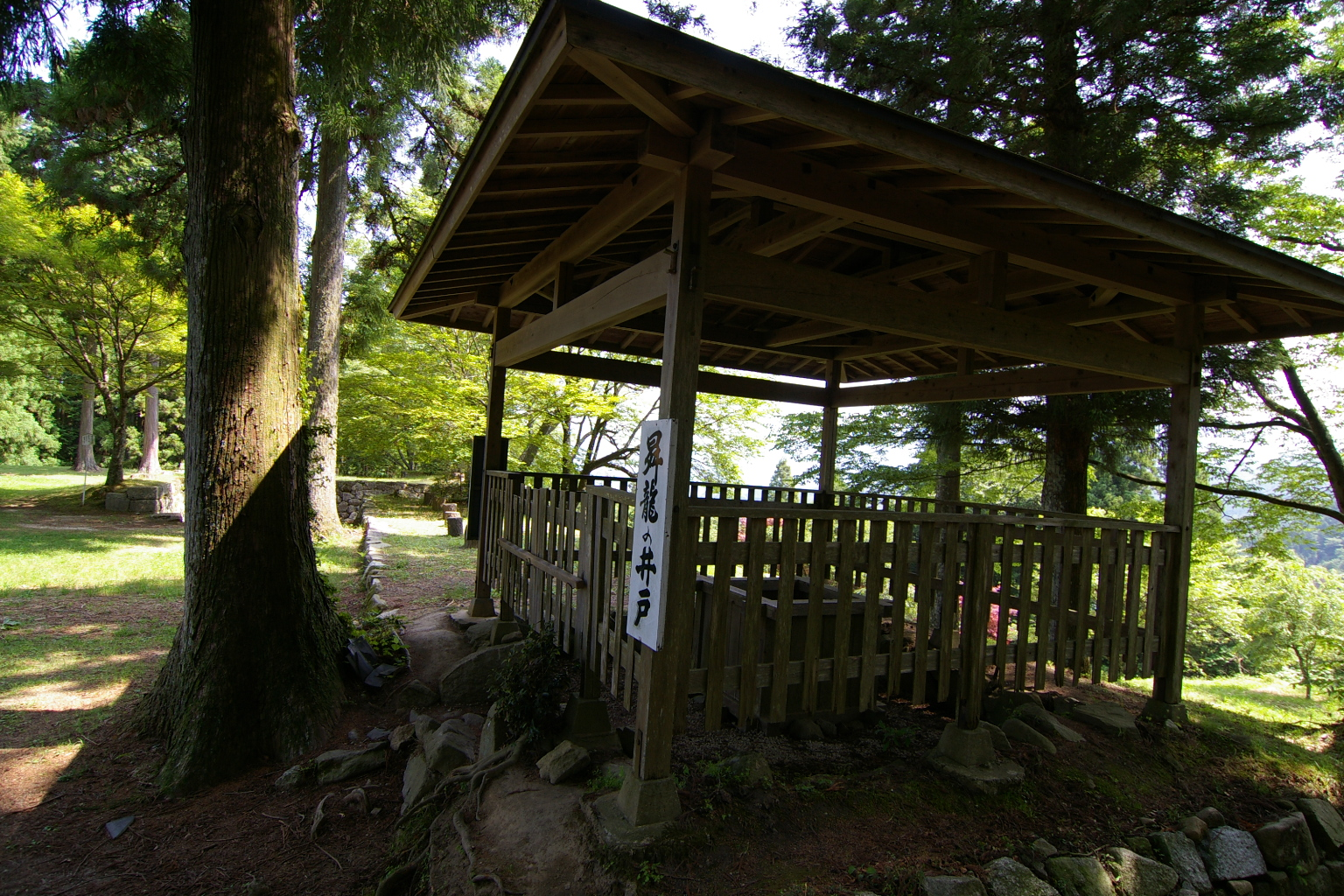
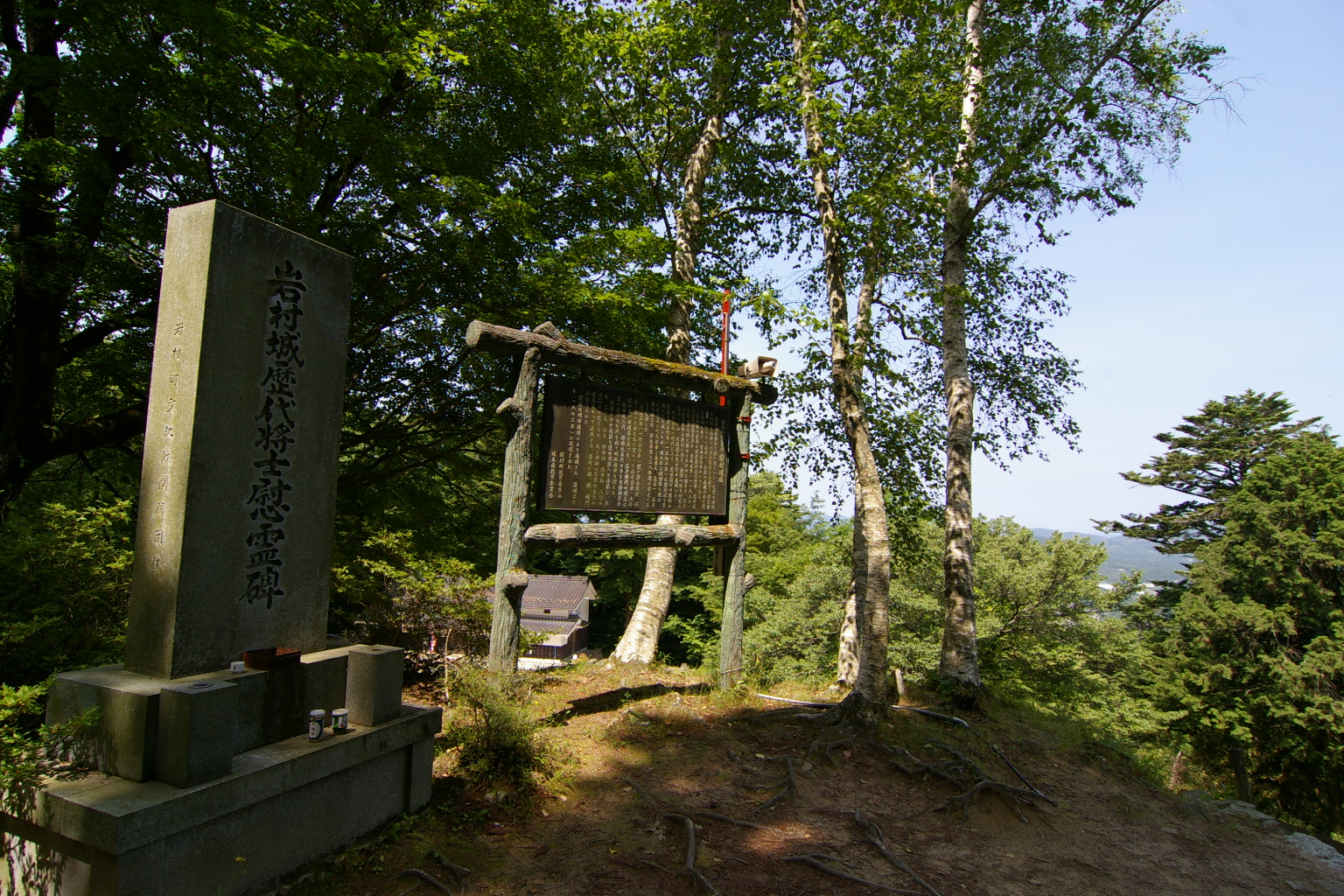
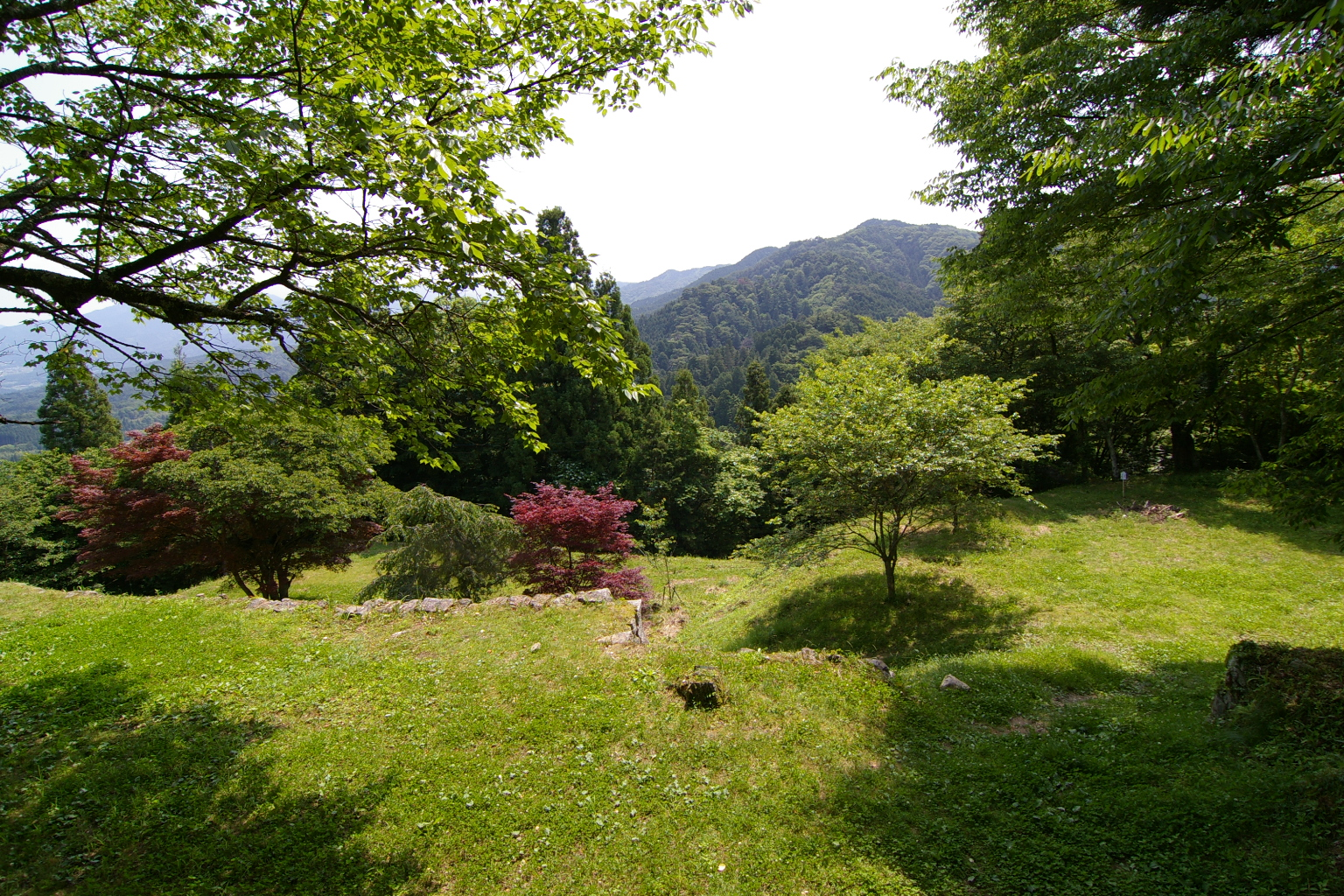
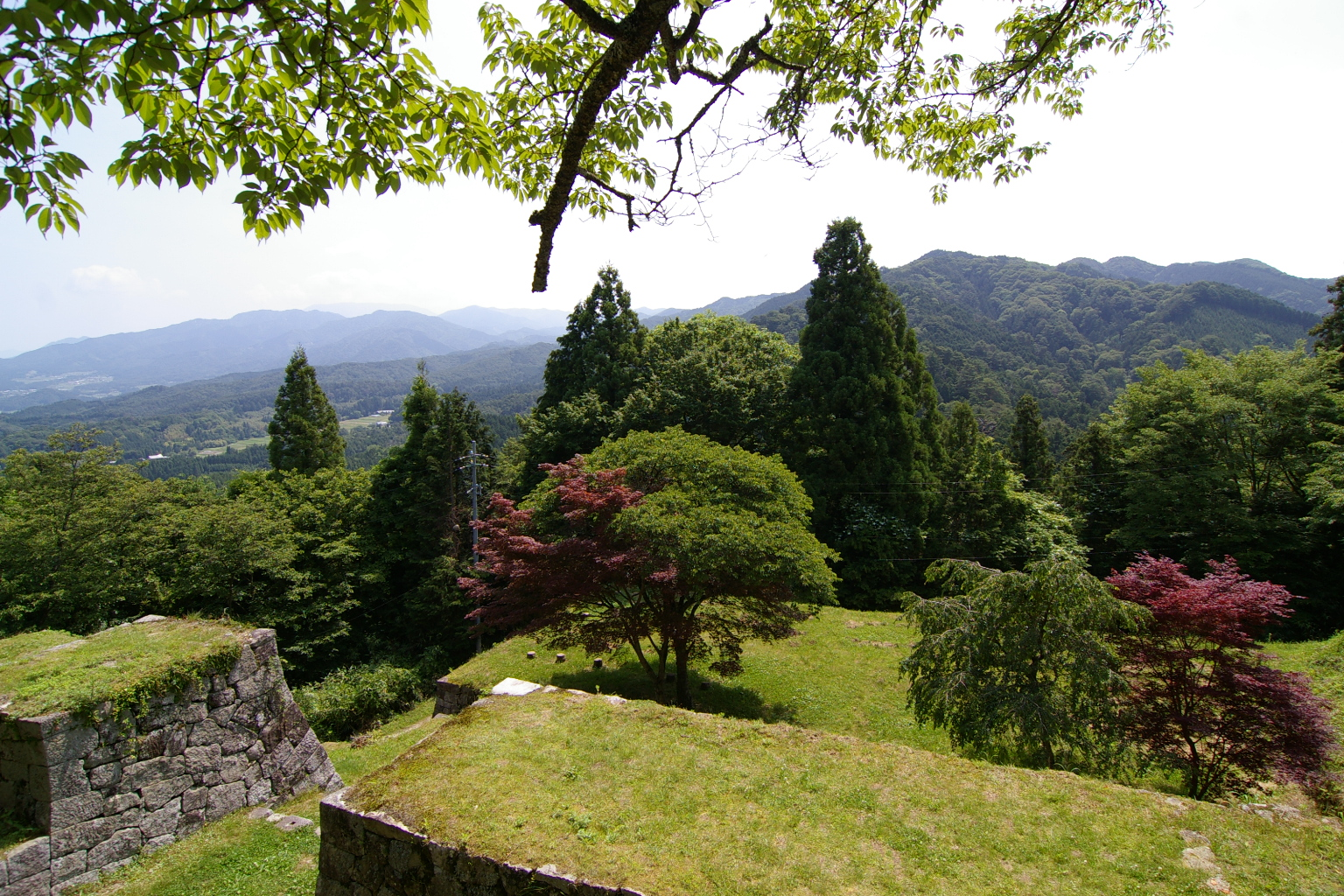
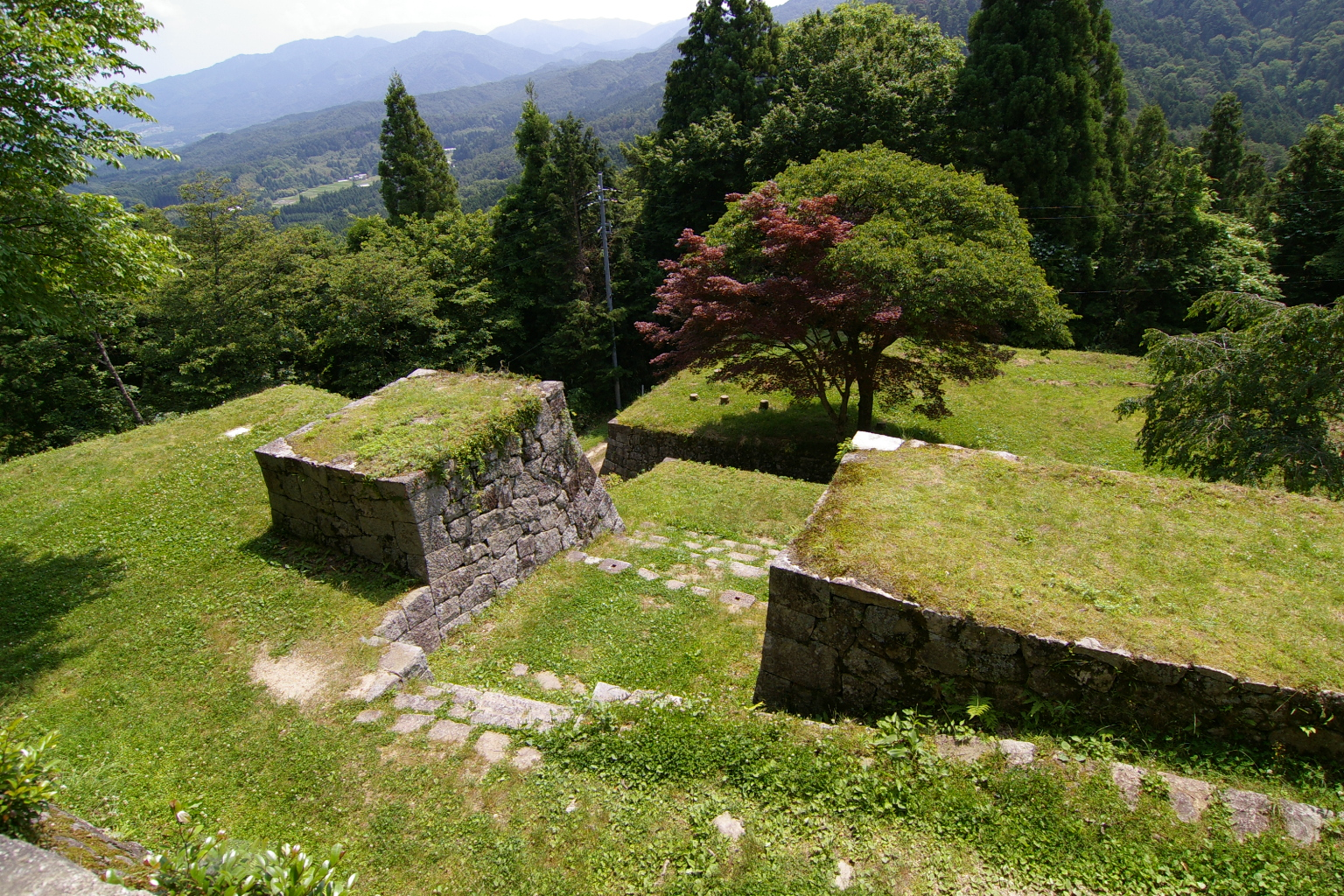
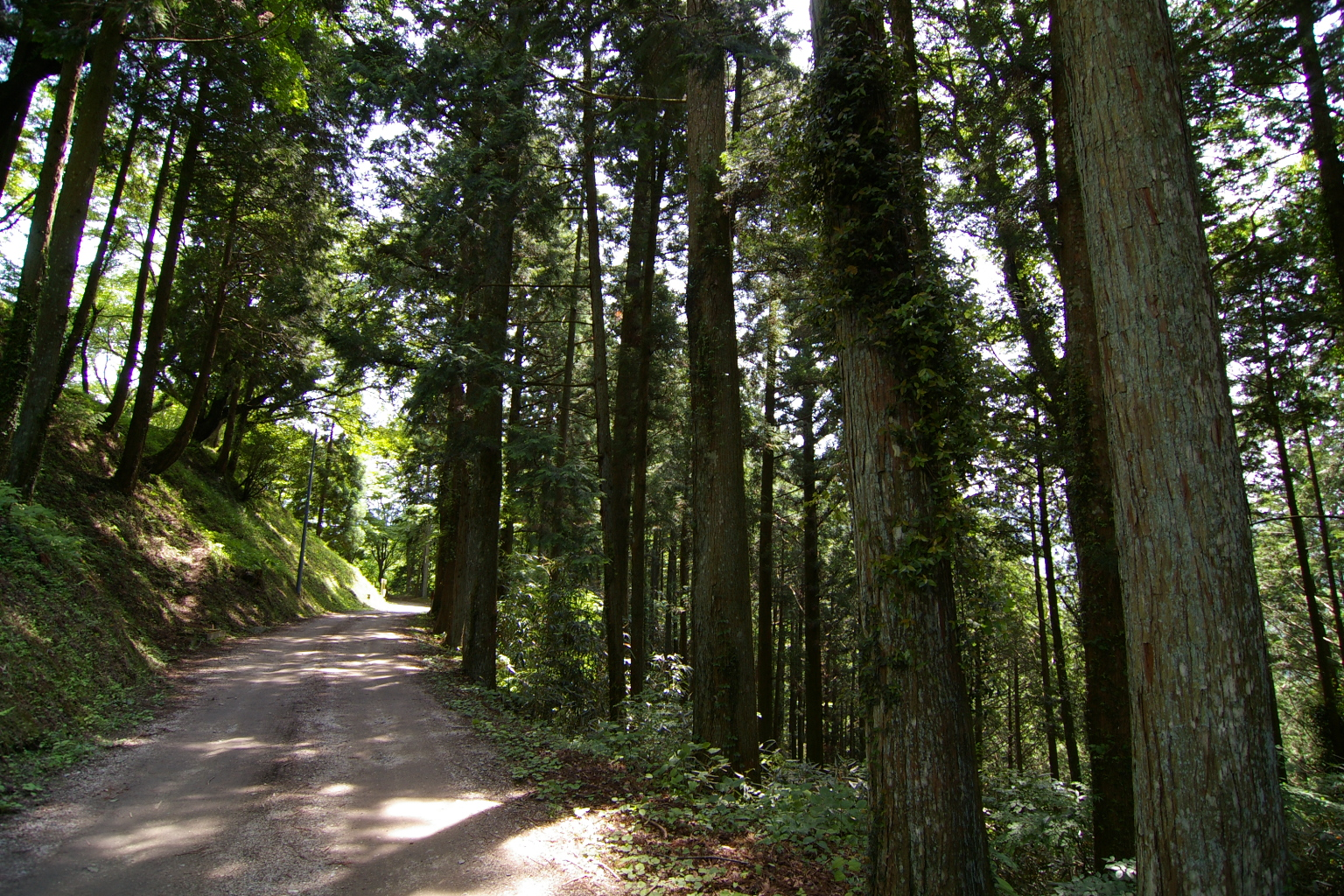